# Free Soil
Free Soil partiet var et amerikansk politisk parti, som eksisterede en kort overgang omkring 1850. Partiet stillede op ved præsidentvalgene i 1848 og 1852, samt ved kongresvalgene i nogle stater. Det var et parti, som fortrinsvis appellerede til tidligere tilhængere af Whig partiet og af Demokraterne, som var modstandere af slaveriet. Partiets medlemmer blev stort set opslugt af Det Republikanske Parti i 1854. Dets vigtigste politiske sag var at forhindre at slaveriet blev udvidet til også at være tilladt i de vestlige territorier, idet de hævdede at frie mænd på frit land var moralsk overlegent i forhold til slaveri. Free soil'erne var ganske vist modstandere af slaveriet, men de krævede ikke at det skulle afskaffes i stater hvor det allerede var indført. Deres mål var at kolonisere områderne mod vest, og holde landet frit for både sorte og slaver.

## Politik
Kandidater for Free Soil var opstillet med et program som sagde: "...vi skriver på vort banner: 'fri jord, fri tale, fri arbejdskraft og frie mennesker,' og under det banner vil vi kæmpe indtil en triumfal sejr belønner vore anstrengelser."
Partiet gik ind for gratis jord til nybyggere (64 ha til et homestead) og toldsatser, som kun havde til formål at skabe indtægter for staten (dvs. ikke beskyttelsestold). Free Soil partiets væsentligste støtte kom fra områder i det nordlige og vestlige New York, vestlige Massachusetts, Ohio, om end andre nordlige stater også havde repræsentanter.
Free Soil partiet hævdede at slaveri underminerede værdigheden ved arbejde og forhindrede social mobilitet, og derfor grundlæggende var udemokratisk. De anså slaveriet for økonomisk ineffektivt og forældet og krævede at slaveriet blev inddæmmet, og hævdede at det herved ville forsvinde.

## Første partikonvent
I 1848 blev partiets første konvent afholdt i Buffalo, New York, og medlemmerne nominerede den tidligere demokratiske præsident Martin Van Buren til præsident med Charles Francis Adams som vicepræsident. Partiets vigtigste ledere var Salmon P. Chase fra Ohio og John P. Hale fra New Hampshire. Partiet fik ingen mandater i valgmandskollegiet, til dels fordi opstillingen af Van Buren fik mange slavemodstandere blandt Whig'erne til at afstå fra at slutte sig til Free Soil partiet.

## Kompromiset i 1850
Kompromiset i 1850 underminerede partiets kompromisløse stilling, og vælgerne faldt fra.

## Arven
Free Soil Partiet var et 3. parti, som fik større succes end de fleste. De fik valgt to senatorer og 14 medlemmer af Repræsenternes Hus til den 31. Kongres. Dens præsidentkandidat i 1848 fik 291.616 stemmer mod Zachary Taylor fra Whig-partiet og Lewis Cass fra Demokraterne; Van Buren fik ingen valgmandsstemmer i 1848, men kan have betydet valg af Zachary Taylor i et valg hvor kandidaterne lå tæt.
Partiets styrke lå imidlertid i dens repræsentanter i kongressen. De 16 valgte medlemmers indflydelse var langt større end tallene skulle tyde på. Partiets mest betydningsfulde arv var som en vej for Demokrater, der var imod slaveriet, til at slutte sig til den nye Republikanske koalition.
I Ottawa i Illinois blev der i august 1854 forhandlet et alliance på plads mellem Free Soil og Whig partiet (til dels som følge af den lokale avisudgiver Jonathan F. Lintons indsats) som førte til etableringen af Det Republikanske Parti.

## Præsiden kandidater
| År                     | Kandidat         | Vicepræsident kandidat | Vundet/Tabt |
| ---------------------- | ---------------- | ---------------------- | ----------- |
| Præsidentvalget i 1848 | Martin Van Buren | Charles Francis Adams  | Tabt        |
| Præsidentvalget i 1852 | John P. Hale     | George W. Julian       | Tabt        |

## Andre kendte Free Soil'ere
- Salmon P. Chase, Senator fra Ohio
- Charles Sumner, Senator fra Massachusetts
- David C. Broderick, Senator fra Californien
- Oren B. Cheney, lovgiver fra Maine, grundlægger af Bates College
- William Cullen Bryant
- Walt Whitman
- Joshua Reed Giddings, medlem af Repræsentanternes Hus fra Ohio
- Henry Wilson
- George W. Julian
- Horace Mann